# Гай Скрибоній Куріон (консул)
Гай Скрибоній Куріон (лат. Gaius Scribonius Curio; 118 до н. е. — 53 до н. е.) — давньоримський політичний, державний та військовий діяч, консул 76 року до н. е., красномовець часів Римської республіки.

## Життєпис
Походив з впливового плебейського роду Скрибоніїв. Син Гая Скрибонія Куріона, претора 121 року до н. е. Рано залишився сиротою. 
У 100 році до н. е. брав участь у придушенні заколоту Луція Аппулея Сатурніна та Главції. У 90 році до н. е. його обрано народним трибуном. У 87—86 роках до н. е. Куріон брав участь у грецькій кампанії Луція Корнелія Сулли проти Мітрідата VI Евпатора. У 83 році до н. е. разом із Суллою повернувся до Італії.
У 76 році до н. е. його обрано консулом разом з Гнеєм Октавієм. Після закінчення консулату отримав в управління провінцію Македонія, де вів успішні війни, у 72 році до н. е. розбив плем'я дарданів й дійшов до річки Дунай. За це отримав тріумф, який справив у 71 році до н. е.
У 63 році підтримав Цицерона у придушенні змови Луція Сергія Катіліни. У 61 році до н. е. його обрано цензором ймовірно разом з Луцієм Юлієм Цезарем. У 57 році увійшов до колегії понтифіків.

## Родина
- Гай Скрибоній Куріон Молодший, народний трибун 50 року до н. е.